# Toni Mata
Antoni Mata Damunt, más conocido como Toni Mata (Sabadell, 24 de febrero de 1982), es un periodista, guionista, escritor y cómico español.

## Biografía
Nacido en el barrio de Can Rull en la ciudad catalana de Sabadell, estudió periodismo en la Universidad Autónoma de Barcelona. Como guionista, ha trabajado en TV3, COM Radio, 8tv, en la web de la revista El Jueves, así como también en el programa On vols anar a parar de Llucià Ferrer en Cataluña Radio. Ha coordinado los guiones de programas de Andreu Buenafuente y de El Hormiguero 3.0 de Pablo Motos. Como cómico, ha escrito el guion del espectáculo Amb Xocolata o sense? y lo ha presentado junto con Elisabet Carnicé. Es autor de varios libros, con el humor como protagonista, y  redactor del diario humorístico digital Be Negre.
Entre sus obras se encuentran Momentos poco estelares de la humanidad (2013), con ilustraciones de José María Gallego y Guía Vaughan de historia. Segunda Guerra Mundial, con ilustraciones de Dani Sanz (2015) También se encuentran entre sus obras Alienació mental transitòria, Premio Caterina Albert en 2006 y Nascuts per ser breus, Premio Joaquim Ruyra de narrativa juvenil en 2019